# José Carlos de Lima
José Carlos de Lima (* 23. Februar 1955 in Paraná; † 30. Januar 1988) war ein brasilianischer Radrennfahrer.

## Sportliche Laufbahn
José Carlos de Lima war im Bahnradsport und im Straßenradsport aktiv. Er war Teilnehmer der Olympischen Sommerspiele 1980 in Moskau. In der Mannschaftsverfolgung wurde Brasilien mit Hans Fischer, José Carlos de Lima, Fernando Louro und Antônio Silvestre auf dem 11. Rang klassiert. Im olympischen Straßenrennen schied er aus.
1978 holte er einen Etappensieg in der Portugal-Rundfahrt und wurde Neunter in der Vuelta Ciclista de Chile.  Bei den Panamerikanischen Spielen 1982 kam er im Straßenrennen auf den 10. Rang.